# Nineth Montenegro
Nineth Varenca Montenegro Cottom (sinh năm 1958 ở San Marcos, Guatemala) là một nhà hoạt động nhân quyền ở Guatemala và là nạn nhân của chủ nghĩa khủng bố nhà nước. Bà là người đầu tiên đối mặt với bất tuân dân sự ở cấp quốc gia do phản đối trên đường phố về nơi ở của chồng, Edgar Fernando García, người đã bị chính phủ bắt giữ bất hợp pháp và mất tích kể từ ngày 18 tháng 2, 1984. Sự biến mất của chồng bà vẫn là một trường hợp chưa được giải quyết, vì ông được coi là một người biến mất (desaprecido)
Bà kết hôn với giám đốc hiện tại của GAM (Grupo de Apoyo Mutuo), Mario Polanco.

## Dân quân
Vào tháng 9 năm 1984, bà tham gia với các thành viên khác trong gia đình nạn nhân của bạo lực nhà nước và thành lập  GAM ("Nhóm hỗ trợ lẫn nhau"; tiếng Tây Ban Nha: Grupo de Apoyo Mutuo), một trong những tổ chức nhân quyền lâu đời nhất và nổi tiếng nhất của Guatemala.
Sau khi nhận được bằng giảng dạy của mình từ Instituto Normal Central para Señoritas Belén, cô làm việc với tư cách là một giáo viên trong các trường công lập trong nhiều năm. Bà được coi là một anh hùng và một hình mẫu cho phụ nữ ở một trong những trường cuối cùng bà dạy, "No 151 en la zona 7".
Từ năm 1979, bà đã cống hiến hết mình cho cuộc đấu tranh xã hội. Kết quả của cuộc biểu tình liên tục của bà, bà đã nhận được hàng ngàn mối đe dọa tử vong. Bà cũng đã xuất hiện trong các video của Ân xá Quốc tế mô tả những cuộc đấu tranh xã hội ở Guatemala.

## Chính trị
Montenegro được bầu vào Quốc hội vào năm 1996, và kể từ đó, đã cống hiến mình để theo dõi các chức năng của nhiều tổ chức bàng, bao gồm cả lực lượng vũ trang, nơi bà quản lý để phát hiện hoạt động bất thường gây ra sự làm giàu bất hợp pháp của một số quan chức quân đội.
Từ năm 2004, Bà đã cống hiến hết mình để xây dựng đảng phái chính trị của riêng mình, Encuentro por Guatemala, nơi bà nhận được sự ủng hộ của cộng đồng. Đảng chính trị của bà thống nhất với  Visión con Valores, đã giành được sáu chức vụ trong Quốc hội, trao cho bà một nhiệm kỳ khác cho phiên họp lập pháp năm 2008-12, làm phó chủ tịch thứ hai.

## Giải thưởng
Bà được đặt tên là người trong năm bởi nhiều tạp chí và báo cáo phương tiện truyền thông khác.
Bà đã nhận được sự công nhận quốc tế:
- Hoa Kỳ
- Tây Ban Nha
- Áo
- Pháp
- Canada
- Argentina